# Діалектика природи
Діалектика природи — незавершена праця Фрідріха Енгельса, в якій він намагався упорядкувати й підсумувати свої філософські розмірковування. «Діалектика природи» стала однією з підвалин діалектичного матеріалізму. 
Фрагментарні філософські записи Енгельса були створені в період з 1872 по 1882 роки. Працюючи над ними Енгельс проаналізував значну частину сучасних йому наукових знань. Ці записи були опубліковані в 1925 році в СРСР німецькою та російською мовами.
У розділі «Діалектика» Енгельс формулює три закони діалектики:
Закон переходу кількості в якість і навпаки
Закон взаємного проникнення протилежностей
Закон заперечення заперечення
Далі Енгельс стверджує, що ці закони були розвинені Гегелем, лише як закони мислення, але, на думку Енгельса, вони є дійсними законами розвитку природи, а, отже, мають силу також і для теоретичного природознавства. 

## Українські переклади
- Фрідріх Енгельс. Діалектика природи. Київ. Видавництво політичної літератури. 1980.